# Ferdinand von Schill
Ferdinand Baptista von Schill (Wilmsdorf, 6 gennaio 1776 – Stralsund, 31 maggio 1809) è stato un ufficiale prussiano noto per essere insorto, senza successo, contro l'occupazione francese.

## Biografia

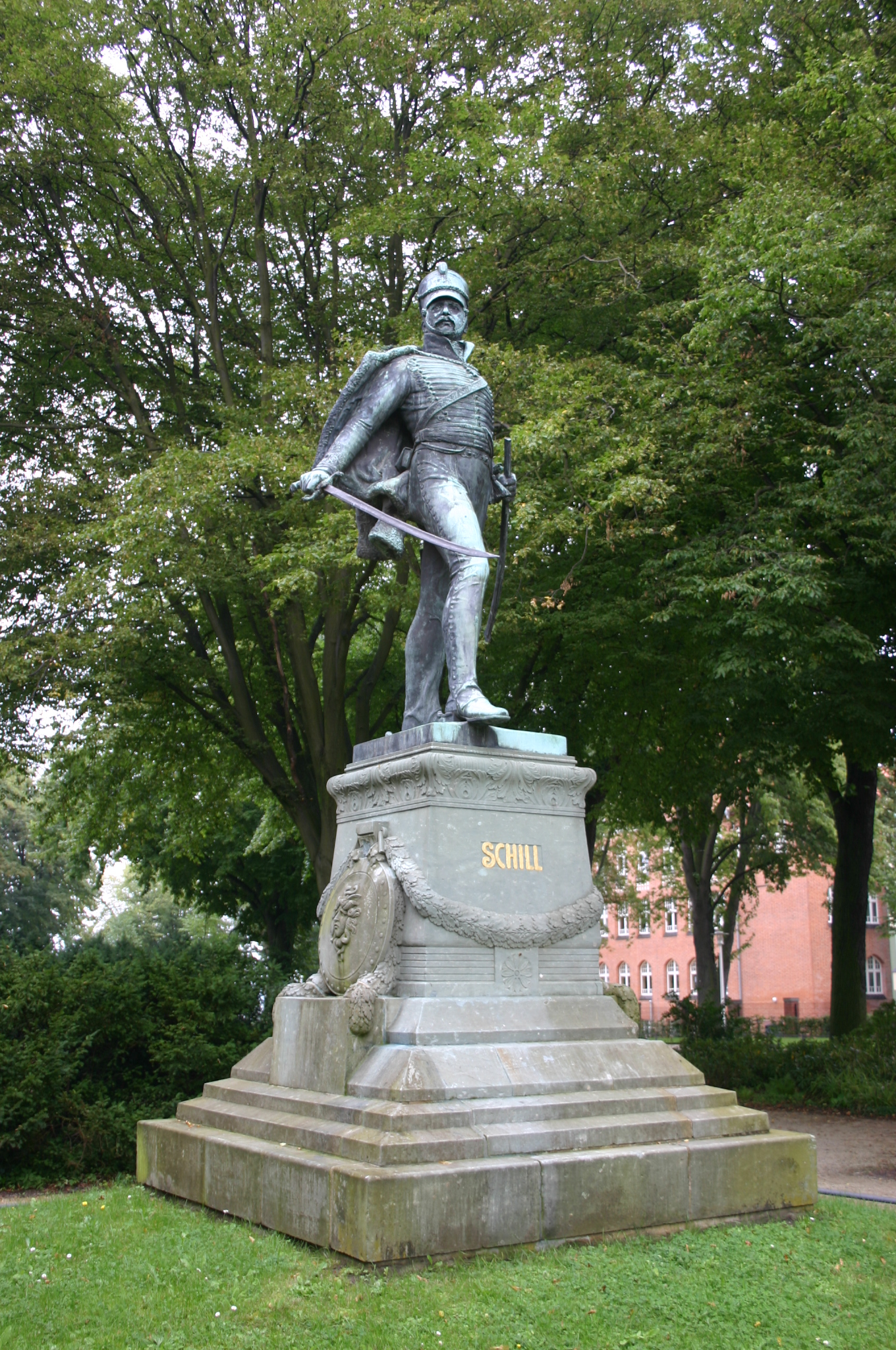
Stralsund, Monumento a Ferdinand von Schill

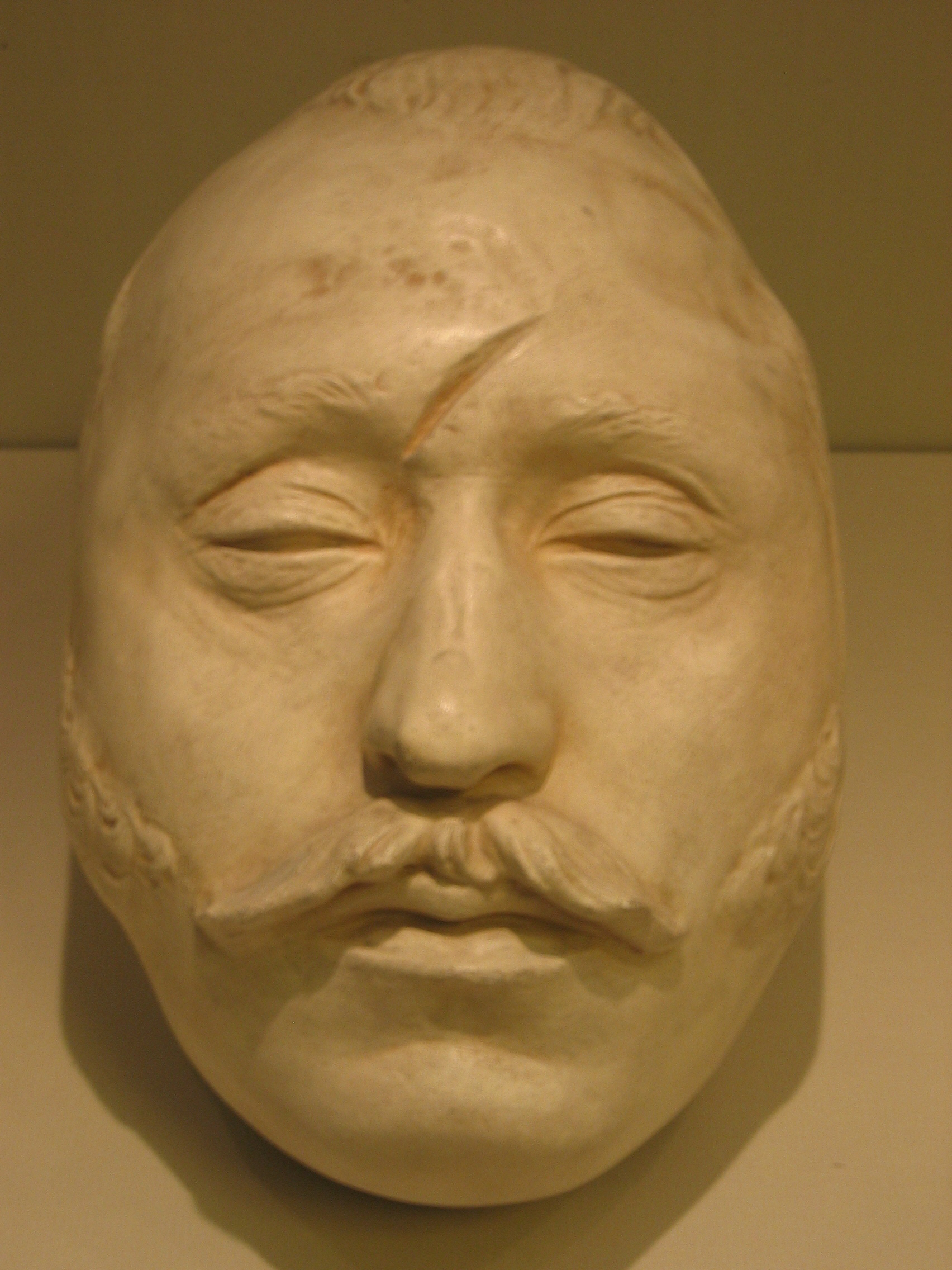
Maschera mortuaria di Ferdinand von Schill

Schill nacque a Wilmsdorf, una piccola località della Sassonia a pochi chilometri da Dresda, in una famiglia di militari. Suo padre, Johann-Georg Schill, era nato in una famiglia boema di bassa estrazione sociale, si era arruolato dapprima nell'esercito imperiale, era diventato ufficiale di cavalleria dell'esercito prussiano ed era stato elevato infine al rango della nobiltà per il suo servizio durante guerra dei sette anni; Johann-Georg Schill era diventato famoso per aver organizzato e guidato un piccolo gruppo di guastatori volontari (Freikorps) che operavano dietro le linee nemiche. La maggior parte degli storici ritiene che l'esempio paterno sia stato determinante per il successivo comportamento di Ferdinand von Schill, soprattutto durante l'occupazione napoleonica in Prussia. Ferdinand entrò comunque precocemente nell'esercito prussiano, in cavalleria, all'età di dodici o quattordici).
Ferdinand von Schill prese parte come sottotenente dei dragoni alla battaglia di Auerstädt nella quale fu ferito alla testa con un colpo di sciabola (14 ottobre 1806). Riparò a Kolberg, la cittadella sul Mar Baltico che resistette vittoriosamente all'assedio dei francesi nel 1807. Schill svolse un ruolo molto importante durante l'assedio, come comandante di una compagnia di Freikorps, guidando incursioni dietro le linee francesi. Dopo il trattato di Tilsit fu promosso maggiore dell'esercito prussiano e gli fu affidato dato il comando di un reggimento di ussari formato da gran parte degli uomini che erano stati ai suoi ordini a Kolberg.
La situazione della Prussia dopo il trattato di Tilsit (9 luglio 1807) era pesante. Il regno di Federico Guglielmo III era ridotto al possesso della Prussia, della Slesia, del Brandeburgo e della Pomerania. Le provincie orientali andarono a costituire il granducato di Varsavia sotto il re di Sassonia; le provincie a occidente dell'Elba, assieme all'Assia-Kassel, al Braunschweig e a parte dell'Hannover, costituirono il regno di Vestfalia dato a Girolamo Bonaparte, il più giovane dei fratelli di Napoleone. Inoltre la Prussia dovette aderire al blocco continentale contro l'Inghilterra e pagare un enorme tributo di guerra. Nella primavera del 1809 si ebbe una ripresa d'armi dell'Austria che si alleò con l'Inghilterra in una quinta coalizione antifrancese, mentre in Germania nascevano fermenti nazionalistici e liberali per opera dell'associazione segreta Tugendbund (Lega della virtù), alla quale peraltro Schill era affiliato. Queste circostanze erano, a giudizio di Schill, favorevoli per la liberazione della Germania dal dominio francese. Come molti affiliati al Tugendbund, Schill riteneva che il regno di Vestfalia, di cui era re Girolamo Bonaparte, fosse maturo per la rivoluzione e che una rivolta in Vestfalia, unitamente all'appoggio di Austria, Spagna e Gran Bretagna, avrebbe portato alla caduta del dominio napoleonico in tutta la Germania. 
Il 28 aprile 1809 decise di passare all'azione dopo aver avuto notizia dell'inizio delle ostilità fra le potenze della quinta coalizione e la Francia e dopo l'iniziale successo austriaco nella battaglia di Aspern-Essling (22 maggio 1809). Col pretesto di condurlo a esercitazioni militari, Schill fece uscire il suo reggimento da Berlino, dove era di stanza: innalzò lo stendardo della rivolta e si diresse dapprima verso sud, in Sassonia, poi verso nord-ovest in Vestfalia. Si unirono a lui molti ufficiali e una compagnia di fanteria leggera. Il 5 maggio 1809 ebbe un luogo un primo scontro con le truppe del regno di Vestfalia e Schill ottenne una piccola vittoria nei pressi del villaggio di Dodendorf, una piccola località nei pressi di  Magdeburgo, sulla guarnigione di Magdeburgo composta soprattutto da soldati tedeschi. Reclutò nuovi seguaci e la forza del suo esercito arrivò a circa 2.000 uomini. Nel frattempo Federico Guglielmo III di Prussia, nel timore che la rivolta di Schill avrebbe potuto trascinare la Prussia, ancora debole e impreparata, in un nuovo conflitto con la Francia, condannò apertamente l'iniziativa di Schill. Le truppe ribelli si diressero in direzione nord-est, verso il Mar Baltico. 
Il 31 maggio 1809 il grosso del suo esercito, con circa 2.000 uomini, venne intercettato nei pressi di Stralsund da una compagnia di soldati della Vestfalia composta da circa 8.000 soldati danesi e olandesi sotto il comando francese. L'esercito ribelle fu sconfitto e Schill venne ucciso con circa 500 soldati. Pochi fra i ribelli di Schill riuscirono a riparare in Svezia, Austria e Gran Bretagna; la maggior parte furono uccisi o catturati. I francesi fecero 570 prigionieri, la maggioranza dei quali verrà poi inviata alle galere; circa 100 prigionieri, identificati come disertori dall'esercito della Vestfalia, furono portati a Brunswick e 14 di costoro furono giustiziati. Undici ufficiali di Schill furono condotti per ordine di Napoleone nella fortezza di Wesel, dove furono condannati in un processo sommario e giustiziati il 16 settembre 1809. Oltre un migliaio fra i soldati ribelli riuscirono a riparare in Prussia, dove gli ufficiali vennero processati dalla corte marziale, destituiti e imprigionati (ma successivamente furono tutti graziati). Il cadavere di Schill fu seppellito in una fossa comune privo però della testa che, dopo essere stata recisa dal corpo, fu inviata come trofeo a Girolamo Bonaparte, il quale a sua volta la diede ad un medico olandese che faceva collezione di reperti anatomici curiosi. Rimase poi all'Università di Leida fino al 1837, quando i patrioti tedeschi ottennero di riaverla per depositarla in un monumento funebre a Brunswick.

## Giudizio
Dal 1830 Schill è considerato universalmente un eroe in tutta la Germania. Sono stati dedicati a lui o ai suoi compagni numerosi monumenti in varie città (per es. Wesel, Stralsund, Braunschweig, Wilmersdorf, Potsdam, Oława, Cottbus, Anklam, Geldern e Wittenberg). Numerose sono le strade, le piazze o le unità militari dedicate a Schill. Sono apparse oltre 400 biografie, romanzi, opere teatrali, opere liriche, e raccolte di poesie dedicate a lui, come peraltro la sua figura è apparsa in almeno una dozzina di film tedeschi.